# Helina meadei
Helina meadei är en tvåvingeart som först beskrevs av Johann Andreas Schnabl 1911.  Helina meadei ingår i släktet Helina och familjen husflugor.
Artens utbredningsområde är Frankrike. Inga underarter finns listade i Catalogue of Life.